# ابن أبر
ابن أبرّ هي بلدة وبلدية في مقاطعة وشقة في إسبانيا. سميت باسم أول صاحب لها.